# Примадонна (альбом)
«Примадонна» — сборник песен российского поп-певца Филиппа Киркорова, написанных композитором Александром Лукьяновым. Выпущен в 1995 году.
Состоит из 13 песен, некоторые из них исполнялись Киркоровым на фестивалях «Песня года» («Атлантида» — 1991, вышла в финал; «Марина», «Примадонна» — 1994).
На песни «Атлантида» и «Марина» были сняты клипы (в 1990 и 1993 годах соответственно).

## Список композиций
Автором музыки всех песен, кроме 12-13, является Александр Лукьянов.
| №   | Название                      | Текст песни   | Музыка      | Длительность |
| --- | ----------------------------- | ------------- | ----------- | ------------ |
| 1.  | «Атлантида» (1990)            | Л. Дербенёв   |             | 3:50         |
| 2.  | «Марина» (1993)               | С. Таратута   |             | 3:20         |
| 3.  | «С глаз долой, из сердца вон» | Я. Трусов     |             | 3:28         |
| 4.  | «Ты не одна»                  | Р. Казакова   |             | 4:07         |
| 5.  | «Лето — не зима» (1990)       | Л. Дербенев   |             | 4:42         |
| 6.  | «Примадонна»                  | Я. Трусов     |             | 2:28         |
| 7.  | «Прощальный блюз» (1994)      | Р. Казакова   |             | 4:23         |
| 8.  | «Кто такой Филипп Киркоров»   | И. Резник     |             | 3:27         |
| 9.  | «Остывшее сердце»             | Л. Дербенев   |             | 4:45         |
| 10. | «Лиза» (1993)                 | Л. Рубальская |             | 3:18         |
| 11. | «Тебя забыть»                 | Л.Дербенёв    |             | 4:18         |
| 12. | «Аленький цветочек» (1990)    | Л. Дербенёв   | У. Хитман   | 3:14         |
| 13. | «Капризная, шальная» (1991)   | Г. Айвазян    | В. Добрынин | 4:21         |